# دانشگاه مهرالبرز
دانشگاه مهرالبرز، نخستین دانشگاه الکترونیکی غیرانتفاعی ایران با هدف تربیت نیروی انسانی متخصص در سطح تحصیلات تکمیلی در گرایشهای مختلف با رویکرد اعتلای آموزش و پژوهش در بستر فناوری ارتباطات و اطلاعات از اوایل سال۱۳۸۲ شروع به کار نمود و خدمات آموزشی خود را در قالب آموزش الکترونیکی و دوره‌های کارشناسی ارشد با هدف تأمین نیازمندیهای حرفه‌ای جامعه به انجام می‌رساند. برنامه‌های آموزشی نوین این دانشگاه براساس بومی سازی تجارب و تخصص دانشگاههای معتبر الکترونیکی پیشگام جهان بوده که با متناسب سازی آن‌ها با ظرفیتها، توان و نیازهای کشور به اجرا در آمده است.

## پیشینه
دانشگاه مهرالبرز به همت جمعی از مدیران مجرب و اساتید متخصص حوزه‌های مدیریت و فناوری اطلاعات کشور پس از دو سال کار تحقیقاتی و مطالعاتی در سال ۱۳۸۳ با دریافت موافقت قطعی  خود از شورای گسترش آموزش عالی وزارت علوم و تحقیقات تأسیس شد.
اساسنامه دانشگاه در جلسه مورخ ۸۵/۱/۱۹ شورای گسترش مورد تأیید و تصویب قرار گرفت و با تکمیل و استقرار ارکان آن به ویژه فعال نمودن هیئت امناء که با حضور نماینده محترم وزیر علوم تحقیقات و فناوری تشکیل می‌گردد و همچنین تدوین برنامه راهبردی ۵ ساله، به عنوان نخستین موسسه آموزش عالی الکترونیکی غیر دولتی جمهوری اسلامی ایران فعالیت خود را آغاز نموده است.
محور اصلی برنامه‌های آموزشی دانشگاه در مقطع تحصیلات تکمیلی در برنامه پنج ساله اول راه اندازی ۵ دوره کارشناسی ارشد و از مجموعه رشته‌های مدیریتی بود که در ابتدا دو رشته مدیریت فناوری اطلاعات MITM و مدیریت MBA  اجرا گردید که پس از آن به تدریج و در طول هرسال با تأمین زیرساخت های آموزشی و فنی، رشته‌های مختلف مدیریت به مجموعه دوره‌های دایر مهرالبرز اضافه گردیده است. در برنامه ۵ ساله دوم استراتژیک دانشگاه نیز با افزایش توانمندی، ایجاد ظرفیت های جدید و تجارب به دست آمده دانشگاه،رشته‌های فنی و مهندسی نیز به دوره‌های دایر اضافه گردید. همچنین در سال ۱۴۰۲ با تشکیل دانشکده علوم انسانی، هم‌اکنون بیش از 35 رشته گرایش در ۴ دانشکده مدیریت، علوم مهندسی، فناوری اطلاعات، علوم انسانی در مقطع کارشناس ارشد و 10رشته گرایش در 3 دانشکده مدیریت، فناوری اطلاعات و علوم انسانی در مقطع کارشناسی پیوسته به دانشجویان ارائه می‌گردد. 
پذیرش در مقطع کارشناسی ارشد (فوق لیسانس) در دانشگاه مهرالبرز همانند سایر دانشگاه ها، پذیرفته شدن در آزمون سراسری کارشناسی ارشد سازمان سنجش  است. از همین رو داوطلبان تحصیل در مقطع کارشناسی ارشد هر سال می توانند در ایام ثبت نام در آزمون مذکور (در پاییز) با اطلاع از زمان دقیق و مراجعه به سایت سازمان سنجش www.sanjesh.org ، نسبت به دریافت دفترچه ثبت نام و کسب اطلاعات بیشتر اقدام نمایند. پس از شرکت در کنکور و با اعلام نتایج مرحله اول، در صورت مجاز بودن نسبت به انتخاب کد رشته محل مجاز و مرتبط با گروه ازمون به ترتیب اولویت اقدام می نمایند و در نهایت نتیجه نهایی قبولی در یک دانشگاه (معمولاً) در شهریور ماه در سایت سازمان سنجش  قابل مشاهده خواهد بود. 
لازم به ذکر است داوطلبان باید تا شهریورماه قبل از آغاز به تحصیل در دانشگاه ها، از مقطع کارشناسی خود فارغ التحصیل شده باشند و داشتن دانشنامه یا گواهی موقت مقطع کارشناسی از الزامات ثبت نام در دانشگاه ها می باشد.
فهرست رشته های مقطع کارشناسی ارشد دایر به شرح زیر است:

دانشکده مدیریت:
| گروه مدیریت صنعتی و فناوری         | گروه مدیریت دولتی و منابع انسانی                   | گروه مدیریت بازرگانی                  | گروه مدیریت کسب و کار           | گروه مالی       |
| ---------------------------------- | -------------------------------------------------- | ------------------------------------- | ------------------------------- | --------------- |
| مدیریت صنعتی - تولید و عملیات      | مدیریت دولتی - توسعه منابع انسانی                  | مدیریت بازرگانی - بازاریابی           | مدیریت کسب و کارMBA - بازاریابی | مالی - بانکداری |
| مدیریت فناوری - کسب و کار فناورانه | مدیریت دولتی - مدیریت رفتار سازمانی                | مدیریت بازرگانی -مدیریت استراتژیک     |                                 | مالی - بیمه     |
|                                    | مدیریت دولتی - بودجه و مالیه عمومی                 | مدیریت بازرگانی - تجارت الکترونیکی    |                                 |                 |
|                                    | مدیریت منابع انسانی- مدیریت استراتژیک منابع انسانی | مدیریت بازرگانی - بازرگانی بین المللی |                                 |                 |
|                                    |                                                    | مدیریت بازرگانی - کارآفرینی           |                                 |                 |

دانشکده علوم مهندسی:
| گروه مهندسی ساخت و پروژه  | گروه مهندسی محیط زیست                | گروه مهندسی صنایع                     | گروه مهندسی نفت          |
| ------------------------- | ------------------------------------ | ------------------------------------- | ------------------------ |
| مهندسی عمران -مدیریت ساخت | مهندسی عمران- مهندسی محیط زیست       | مهندسی صنایع - مدیریت مهندسی          | مدیریت مخازن هیدروکربوری |
| مدیریت پروژه و ساخت       | مهندسی ایمنی، بهداشت و محیط زیست HSE | مهندسی صنایع - سیستم های ساخت و تولید |                          |
|                           |                                      | مهندسی صنایع - کیفیت و بهره وری       |                          |
|                           |                                      | مهندسی صنایع -مدیریت پروژه            |                          |

دانشکده فناوری اطلاعات:
| گروه مدیریت فناوری اطلاعات                         | گروه مهندسی فناوری اطلاعات                      | گروه علوم کامپیوتر                 |
| -------------------------------------------------- | ----------------------------------------------- | ---------------------------------- |
| مدیریت فناوری اطلاعات-مدیریت منابع اطلاعاتی        | مهندسی فناوری اطلاعات-مدیریت سیستم های اطلاعاتی | علوم تصمیم و مدیریت دانش           |
| مدیریت فناوری اطلاعات - سیستم های اطلاعاتی پیشرفته | مهندسی فناوری اطلاعات - تجارت الکترونیکی        | مهندسی و علم کامپیوتر – هوش مصنوعی |
| مدیریت فناوری اطلاعات - مدیریت دانش                | مهندسی فناوری اطلاعات - معماری سازمانی          |                                    |
| مدیریت فناوری اطلاعات - کسب و کار الکترونیک        |                                                 |                                    |
| مدیریت فناوری اطلاعات - هوشمندی کسب و کار          |                                                 |                                    |

دانشکده علوم انسانی:
| گروه روانشناسی  | گروه علوم تربیتی            |
| --------------- | --------------------------- |
| روانشناسی عمومی | یادگیری الکترونیکی          |
|                 | مدیریت آموزشی               |
|                 | تکنولوژی آموزشی             |
|                 | آموزش و بهسازی منابع انسانی |

برای  قبولی در مقطع کارشناسی پیوسته دانشگاه مهرالبرز، دارا بودن دیپلم نظام آموزشی جدید (۳-۳-۶) اعم از شاخه های نظری، فنی و حرفه ای و کاردانش و یا مدرک پیش دانشگاهی (نظام سالی- واحدی یا ترمی واحدی) یا اخذ آن حداکثر تا پایان شهریور ماه همان سال یا دارا بودن دیپلم نظام قدیم و یا مدرک کاردانی (فوق دیپلم) دانشگاه ها و مؤسسات آموزش عالی، کاردانی پیوسته آموزشکده های فنی و حرفه ای برای همه داوطلبان الزامی است. 
داوطلبان می توانند پس از انتشار فراخوان  سازمان سنجش در  خصوص پذیرش بر اساس صرفاً بررسی سوابق تحصیلی در مقطع کارشناسی و ثبت نام در سایت سازمان سنجش، پس از اعلام نتیجه قبولی در دانشگاه، اقدام نمایند. 
بنابراین بدیهی است که دانشگاه مهرالبرز در این گزینش نقشی نخواهد داشت و  شرایط و ضوابط پذیرش بنابر مندرجات دفترچه انتخاب رشته سازمان سنجش بوده که به صورت سالانه در مرداد یا شهریور ماه برای نیمسال اول سال تحصیلی و در آذر یا دی برای نیمسال دوم سال تحصیلی منتشر می گردد.
توجه: دانشگاه مهرالبرز، فاقد رشته در مقطع کاردانی و کارشناسی ناپیوسته است.

فهرست رشته های مقطع کارشناسی پیوسته دایر به شرح زیر است:

دانشکده مدیریت:
| گروه مدیریت       |
| ----------------- |
| مدیریت بازرگانی   |
| مدیریت کسب و کار  |
| مدیریت صنعتی      |
| مدیریت امور بانکی |
| مدیریت دولتی      |
| مدیریت مالی       |

دانشکده فناوری اطلاعات:
| گروه مهندسی کامپیوتر |
| -------------------- |
| مهندسی کامپیوتر      |
| علوم کامپیوتر        |

دانشکده علوم انسانی:
| گروه علوم انسانی |
| ---------------- |
| روانشناسی        |
| علوم تربیتی      |